# T-udden
T-udden är ett naturreservat i Gävle kommun i Gävleborgs län.
Området är naturskyddat sedan 2011 och är 49 hektar stort. Reservatet ligger vid Inre fjärdens södra strand i Gävle och består av ädellövskog, yngre björkskog, klibbalssumpskog och kärr och stränder med vassbälten.